# Sielsowiet Siennica
Sielsowiet Siennica (biał. Сеніцкі сельсавет, ros. Сеницкий сельсовет) – sielsowiet na Białorusi, w obwodzie mińskim, w rejonie mińskim. Od północy graniczy z Mińskiem.

## Miejscowości
- agromiasteczka:
  - Otolin
  - Przyłuki
  - Siennica
- wsie:
  - Kaniuczyce
  - Kochanowszczyzna
  - Koladzicze
  - Kopiewicze
  - Leoncewicze
  - Podgaje
  - Skorynicze
  - Szczytomierzyce
  - Uradżajnaja (pl. Babowozowszczyzna)
- osiedla:
  - Jubilejny
  - Skorynicze (Nowe Skorynicze)